# Papaošanský revoluční hřbitov
Papaošanský revoluční hřbitov (čínsky pchin-jinem bābǎoshān gémìng gōngmù, znaky zjednodušené 八宝山革命公墓, tradiční 八寶山革命公墓) je hlavním hřbitovem v Pekingu, kde jsou k věčnému spánku ukládáni nejvýše postavení revoluční hrdinové, vysocí vládní úředníci, a v posledních letech i jednotlivci, kteří si zasloužili uznání za svůj přínos pro společnost. V čínštině znamená pa-pao-šan doslova „hora osmi pokladů“. Hřbitov se nachází v okrese Š’-ťing-šan v západním Pekingu.

## Historie

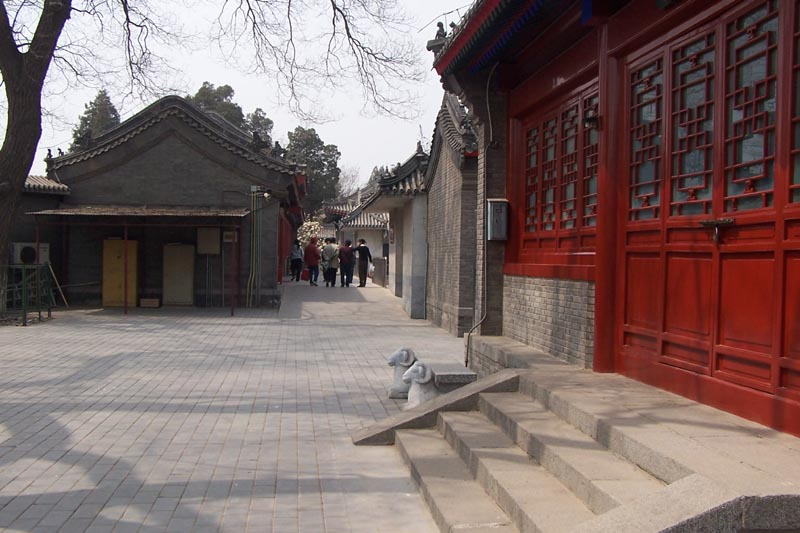
Budovy uvnitř hřbitova

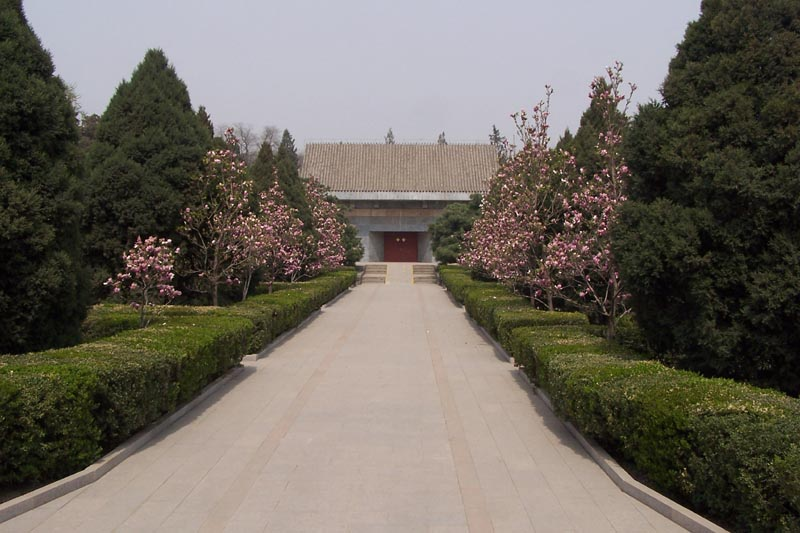
Budovy uvnitř hřbitova

Papaošanský revoluční hřbitov o rozloze 0,10 km2 sloužil původně jako chrám vybudovaný na počest Kang Pinga, generála z dob dynastie Ming, který se sám vykastroval jako projev poslušnosti císaři Jung-lemu. Císař následně označil oblast kolem chrámu za místo posledního odpočinku konkubín a eunuchů. Postupem času se tento taoistický chrám stal útočištěm pro vysloužilé eunuchy, a k tomuto účelu sloužil po dalších pět století císařské vlády, než před více než pěti desetiletími došlo k přeměně chrámu na hřbitov komemorující elity Komunistické strany Číny. Oficiální název původního chrámu (褒忠护国祠, bāo zhōng hù guó cí) je možné hrubě přeložit jako Chrám věrnosti a obrany národa.
Posledním opatem chrámu byl Sin Siou-ming (信修明, Xin Xiuming). Byl ženatý a měl dvě děti, kvůli krutým životním podmínkám ve venkovské Číně se však v devatenácti letech i přes silný odpor ze strany rodiny sám vykastroval a stal se eunuchem na dvoře císaře Pchu I . Po založení Čínské republiky opustil Sin Siou-ming Zakázané město a odešel žít do Chrámu věrnosti a obrany národa, kde se do roku 1930 zvládl vypracovat až na nejvyšší pozici a stal se opatem. Pod jeho vedením chrám prosperoval jako zemědělský podnik: 52 čínských akrů půdy, které chrám vlastnil, bylo obhospodařováváno samotnými eunuchy, na dalších 157 čínských akrech půdy patřících chrámu pracovali eunuši a nájemníci společně, a zbývajících 269 čínských akrů půdy ve vlastnictví chrámu bylo pronajato, aby je obhospodařovávali nájemní zemědělci. Když se komunisté rozhodli přeměnit chrám na hřbitov, opat Sin Siou-ming začal ve prospěch v chrámu přebývajících eunuchů vyjednávat s tehdejším náměstkem primátora Pekingu, panem Wu Chanem, a to velmi úspěšně: vláda zaplatila plnou cenu za chrám i veškerý majetek k němu náležící, každému z eunuchů vyplácela měsíční důchod až do jeho smrti, a poskytla také pomoc při přemisťování eunuchů do jiných taoistických chrámů.
Israel Epstein, komunista židovského původu, který emigroval do Číny, byl na papaošanském hřbitově zpopelněn a pohřben roku 2005.  
V lednu 2010 bylo v Pa-pao-šanu pohřbeno osm lidí (čtyři členové Mírové mise OSN a čtyři čínští delegáti), kteří zemřeli při zemětřesení na Haiti v roce 2010. 

## Organizační struktura hřbitova

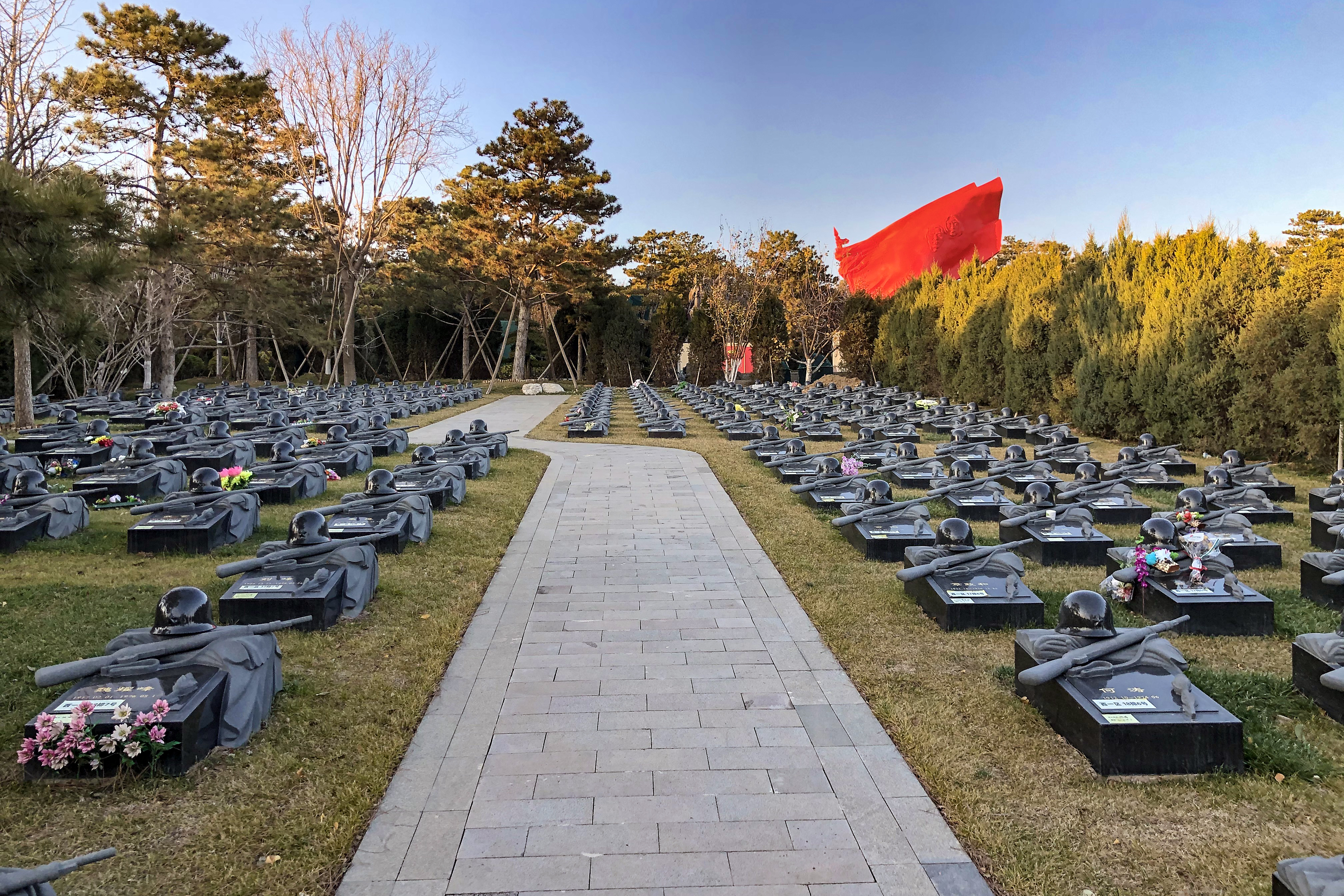
Hřbitov mučedníků v Pa-pao-šan

Papaošanský revoluční hřbitov byl postaven podle regulací podrobně popsaných v Zákoně o revolučních hřbitovech mučedníků z 20. prosince 1951. V tomto zákoně je nejpodstatnější jeho třetí část, ve které jsou definované různé úrovně zacházení se zesnulými kádry na hřbitově Pa-pao-šan – tento systém se následně stal standardem i pro ostatní čínské hřbitovy na celá další desetiletí.
Rozměry hrobů a jejich umístění jsou rozděleny do tří úrovní, v závislosti na prestižnosti postavení zasnulých funkcionářů.
První okrsek se skládá ze dvou částí – z oblasti před chrámem a z oblasti na východ od chrámu. Před chrámem jsou pohřbíváni osobnosti okresní úrovně a důstojníci na úrovni pluku. Rozměry jednotlivých hrobů nesmí přesáhnout 4x2 metry. Na východ od chrámu jsou pohřbíváni osobnosti prefekturní úrovně a důstojníci na úrovni divize. Hroby nesmí přesáhnout rozměry 4x4 metry.
Druhý okrsek se nachází západně od chrámu. V této části hřbitova jsou pohřbíváni osobnosti provinční úrovně a armádní či sboroví důstojníci. V této kategorii je však obsaženo několik úrovní hodností a maximální velikost každého hrobu se tak liší. Rozměry se pohybují mezi čtvercem o velikosti 5,5 m pro držitele nižších hodností, a čtvercem dosahujícím rozměrů 7,3 m pro výše postavené úředníky.
Třetí okrsek pak najdeme na sever od chrámu. Je vyhrazen pro ty, kteří se zásadně zasloužili o revoluční úspěchy či těm, kteří sloužili v ústřední vládě. Výměry hrobů byly v těchto případech stanoveny individuálně vládou.
Podle podobných pravidel je rozdělena i smuteční hala s několika místnostmi, ve kterých jsou umístěny urny s popelem. V první místnosti jsou uchovávány urny všech zesnulých, kteří splňují podmínky pro pohřbení v kterémkoliv ze tří výše již zmiňovaných okrsků hřbitova. Zpopelněné ostatky ostatních zemřelých jsou pak umístěny ve zbylých místnostech. I řazení uren v první místnosti podléhá tomuto hierarchickému uspořádání: čelní stěna je vyhrazena urnám zesnulých, kteří byli během života členy ústřední vlády, zatímco boční stěny místnosti slouží k přechovávání ostatků těch, kteří sice nepatřili mezi členy ústřední vlády, jejich postavení však stačilo na to, aby byly jejich urny umístěny do první místnosti. Podobně také platí, že čím výše je urna umístěna, tím vyšší hodností se mohl v ní uchovávaný jedinec během života pyšnit.

## Pohřební vůz
V prvních pár letech po zahájení provozu papaošanského hřbitova nebyl k dispozici žádný pohřební vůz a vozidla pro tyto účely musela být zapůjčována jinými vládními orgány či dokonce od soukromých podniků. Roku 1956 byla na hřbitov přidělena tři vozidla: polský nákladní vůz, japonský kamion značky Toyota z druhé světové války, kterému dělníci někdy také přezdívali „bramborový vůz“ kvůli jeho charakteristicky zaoblenému čumáku, a americký Jeep táhnoucí za sebou přívěs, ve kterém bylo tělo umístěno.
V roce 1962 bylo na hřbitov přiděleno dalších více než tucet nákladních vozidel, ale tři původní vozy zůstaly nadále v provozu až do vypuknutí Kulturní revoluce. Čínská vláda si konečně uvědomila, že nákladní vozy nejsou pro tak zvláštní příležitosti, jako jsou pohřby významných vládních představitelů, vhodnou náhražkou za vozy pohřební, až když únoru roku 1972 zemřel maršál Čchen I. Byl vydán nouzový příkaz ke konstrukci pohřebního automobilu účelně vyrobeného pro potřeby papaošanského hřbitova a uveden do provozu byl jen o několik měsíců později.

## Krematorium

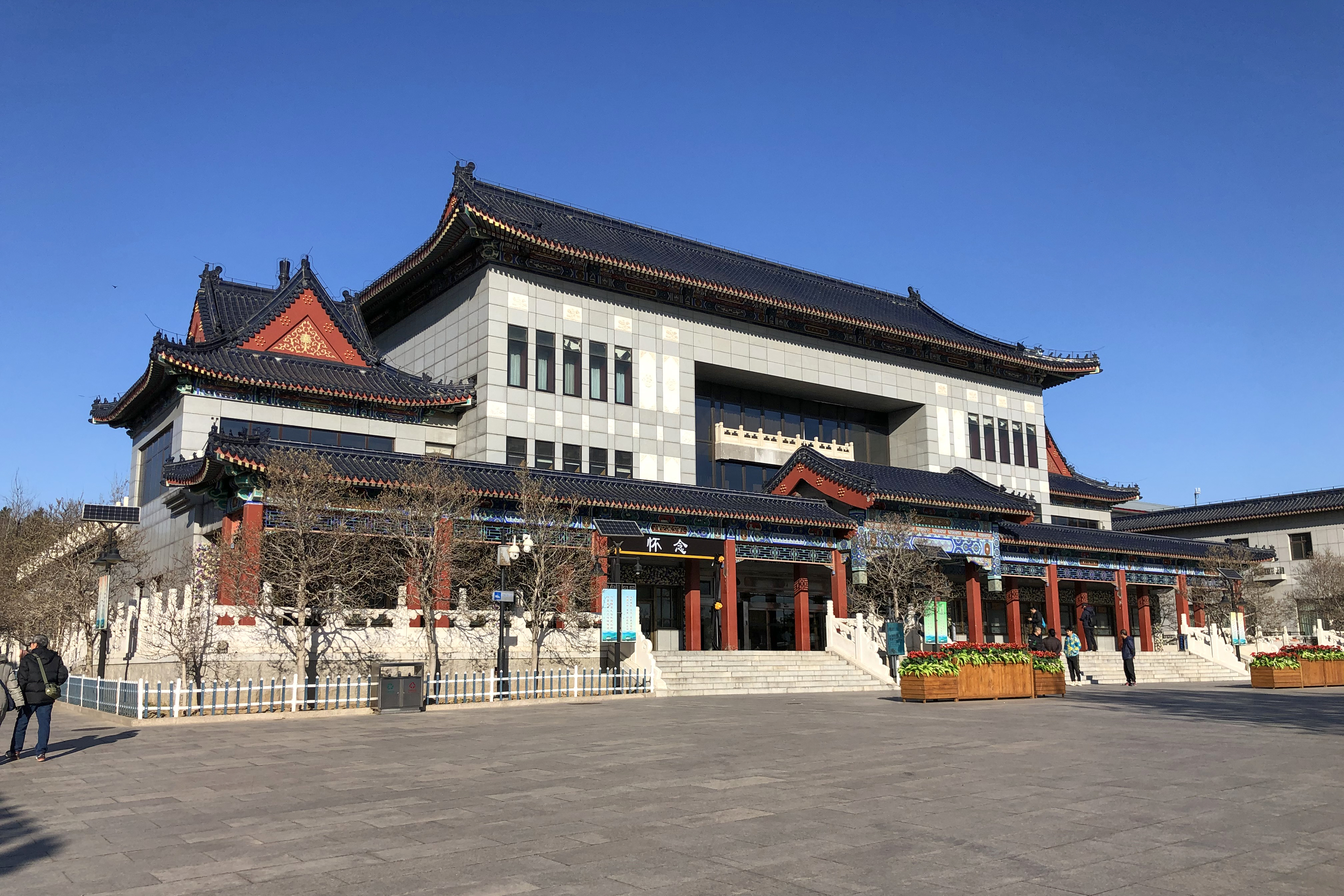
Pa-pao-šanské krematorium

Na revolučním hřbitově Pa-pao-šan bylo již od jeho založení používáno krematorium typu 82B, postavené po vzoru českých krematorií z 40. let 20. století, které však fungovalo pouze manuálně a docházelo tak ke značnému zpomalení celého procesu. I samotná údržba a čištění krematoria vyžadovala velké úsilí, a kdykoli se konal pohřeb vysoce postaveného úředníka, museli obyčejní občané počkat, což vedlo k mnoha stížnostem ze strany veřejnosti.
V roce 1984 byla do Číny dovezena dvě nová krematoria z japonského Tokia, z nichž jedno bylo umístěno do Šen-jangu, zatímco to druhé právě do Pa-pao-šanu. Japonské krematorium bylo již téměř zcela automatizované, bylo ho však možné ovládat i manuálně, pokud bylo potřeba. Během kremace navíc téměř nedocházelo ke znečištění ovzduší. Nežádoucí vedlejší účinky tohoto nového, ekologického postupu pak byly ty, že samotný proces kremace trval mnohem déle a spotřeboval více paliva. I přesto však ve výsledku došlo ke zvýšení efektivity i díky dalším výhodám japonských krematorií, jako bylo snadné čištění a automatizace. Po instalaci a následných dvou měsících testování bylo japonské krematorium formálně uvedeno do provozu a nahradilo zastaralé krematorium typu 82B. V provozu zůstává až do dnešního dne, používané je ke zpopelňování těl vládních úředníků.
Přestože japonské krematorium je stále dostačující, narůstající potřeba si vyžádala konstrukci nového, tentokrát přímo v Číně vybudovaného krematoria. To bylo již plně automatizováno a povedlo se dokonce zdokonalit environmentální standard a efektivitu, snížit spotřebu paliva i zkrátit samotný proces kremace. Tento nejnovější model slouží primárně ke kremaci běžných občanů a byl vytvořen společností Šou-kang.

## Slavní lidé pohřbeni v Pa-pao-šan
- Po I-po
- Eugene Čchen
- Čchen Jün
- Tung Pi-wu
- Israel Epstein
- George Hatem (také Ma Chaj-te)
- Chua Luo-keng
- Lao Še
- Li Fu-čchun
- Li Kche-žan
- Li Pcheng
- Li S’-kuang
- Li Sien-nien
- Liao Čcheng-č’
- Lin Po-čchü
- Liou Fu-č’
- Liou Ja-c’
- Lü Čeng-cchao
- Luo Žung-chuan
- Hans Müller
- Ngapoi Cedain Zhoigar
- Ngapoi Ngawang Jigme
- Nie Žung-čen
- Pcheng Te-chuaj
- Pchu-žen
- Čchi Kung
- Čchien Süe-sen
- Čchü Čchiou-paj
- Manya Reiss
- Žen Pi-š’
- Agnes Smedley
- Douglas Springhall
- Anna Louise Strong
- Tchao Ču
- Tchan Čen-lin
- Wang Kuang-mej
- Wang Jao-wu
- Wen I-tuo
- Si Čung-sün
- Jü Čchiou-li
- Cai-tchao
- Ceng Šan
- Čang Lan
- Čou Čchun-čchüan
- Ču Te
- Čou En-laj

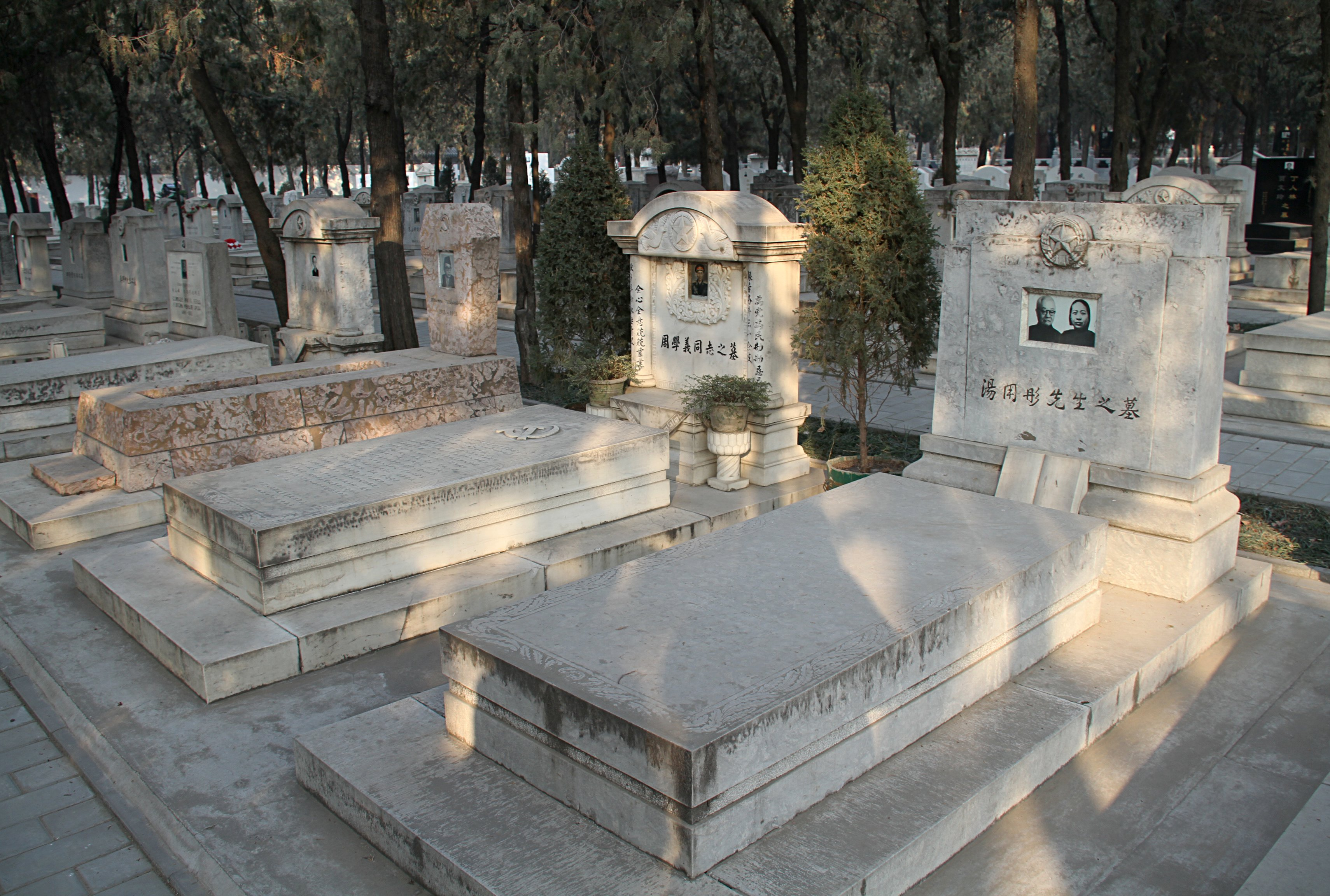
Hroby na hřbitově.

Dříve byli na hřbitově pohřbeni i poslední čínský císař Pchu-i a jeho bratr, v dubnu 1996 byl však císařův popel přenesen do Východní hrobky dynastie Čching poblíž Pekingu (清 东陵, Qingdongling). Na hřbitově Pa-pao-šan tak dnes leží jen princ Pchu-ťie (溥杰).